# Antonio Oteiza
Antonio Oteiza Enbil, OFM Cap (San Sebastián, Guipúzcoa, 26 de junio de 1926-Madrid, 4 de agosto de 2025) fue un escultor, pintor y fraile capuchino español. 

## Biografía
Oteiza nació en San Sebastián en 1926. Hijo de Carmen Embid y José Oteiza. El matrimonio tuvo siete hijos: Jorge, dieciocho años mayor que Antonio, y cinco hermanos más. Su padre y Jorge partieron a Argentina en 1928 cuando Antonio tenía dos años, y había quebrado el negocio familiar. Antonio permaneció con su madre y creció con cuatro hermanos menores. En 1945 se convirtió en novicio capuchino en Bilbao, donde estudió filosofía (1946-1948) y teología hasta 1952. Fue ordenado sacerdote en Madrid en 1953. Fue misionero durante varios años a partir de la década de 1950, primero en Bayamo, Cuba, y luego en Colombia, Venezuela, Brasily los Andes de Perú. Cuando viajó a Venezuela a los treinta años, quiso conmemorar los trescientos años de trabajo de los capuchinos allí con una escultura, pero no encontró ningún artista, por lo que finalmente creó una escultura de arcilla él mismo.
Oteiza solicitó permiso a sus superiores para centrarse en el arte en 1961. Al regresar a España a principios de la década de 1960, se estableció en Madrid y comenzó a desarrollar su carrera artística. Aprendió del escultor Víctor de los Ríos y del pintor Amadeo Roca de San Fernando, y participó en un curso de verano de la Academia Internacional de Bellas Artes de Perugia. Estableció su taller en el convento de los Capuchinos de Cuatro Caminos (Madrid). Creó esculturas junto con su hermano Jorge para un proyecto, el Santuario de Aránzazu en 1969, en un equipo con el arquitecto Francisco Javier Sáenz de Oiza, los pintores Carlos Pascual de Lara y Nestor Basterretxea, los escultores Lucio Muñoz y Eduardo Chillida, y Xabier Álvarez de Eulate para vidrieras.
Oteiza creía que las imágenes hacían más efectiva la predicación, y por ello creó imágenes de San José y la Parábola del buen samaritano para intensificar lo que el Papa Francisco decía sobre una cultura de acogida, por ejemplo, para migrantes y personas que sufren. Afirmaba que las imágenes no solo debían ser bellas, sino también tener una expresión que les diera mayor impacto. Observó que, durante la evangelización de Latinoamérica, la devoción se inspiraba más en las pinturas que en los sermones. Trabajando con niños en Madrid, notó un anhelo de belleza entre ellos. Oteiza publicó memorias como "Aventurero sin equipaje por el Amazonas", "Cartas parroquiales de Angasmarca", sobre su estancia en Perú, y "Manifiesto de misiones", sobre su estancia en Latinoamérica en general.
Junto con el escultor Carlos Ciriza fundó un museo, el futuro Museo Ciriza Oteiza de Estella, construido sobre los terrenos de un convento de capuchinos en el Camino de Santiago y cuya inauguración está prevista para 2025.
Oteiza falleció en Madrid a las siete de la mañana del 4 de agosto de 2025, a la edad de 99 años.